# Jinnahs Geburtstag
Jinnahs Geburtstag (offiziell Quaid-e-Azam-Tag und manchmal auch Quaid-Tag; Urdu یوم ولادت قائداعظم) ist ein Feiertag in Pakistan. Er wird jährlich am 25. Dezember begangen. Damit wird der Geburtstag des Gründers von Pakistan, Muhammad Ali Jinnah, bekannt als Quaid-i-Azam („Großer Führer“), gefeiert. Die Gedenkfeiern zu Ehren Jinnahs begannen bereits zu seinen Lebzeiten im Jahr 1942 und werden seither fortgesetzt. Das Ereignis wird in erster Linie von der Regierung und den Bürgern des Landes begangen, indem die Nationalflagge an wichtigen privaten und öffentlichen Gebäuden gehisst wird, insbesondere an der Spitze des Quaid-e-Azam-Hauses in Karatschi.

## Geschichte

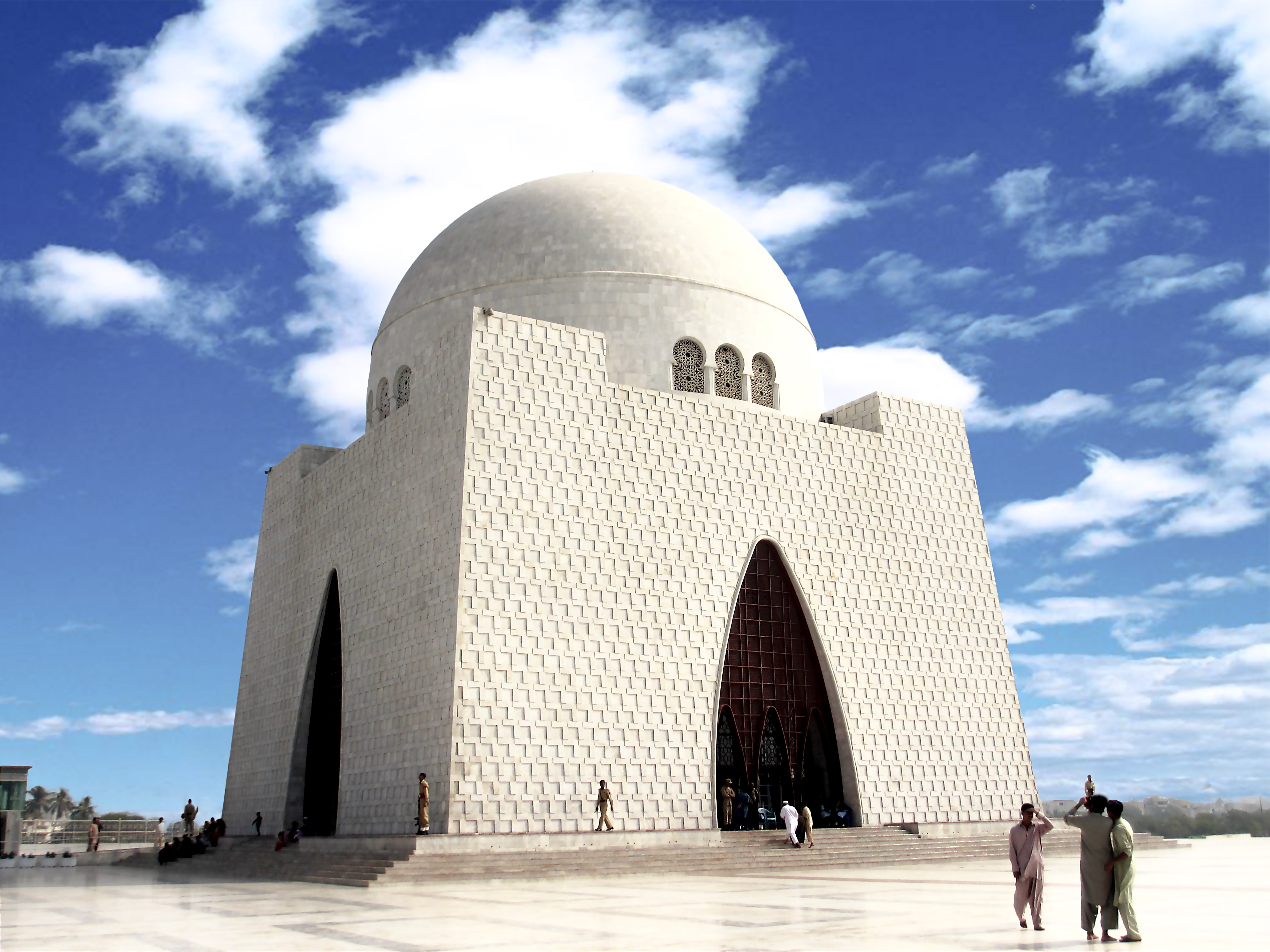
Grabmal von Muhammad Ali Jinnah in Karachi

Muhammad Ali Jinnah (1876–1948) war der Gründer und erste Generalgouverneur Pakistans. Er gehört zu den am meisten verehrten Führern in der Geschichte des Landes und wird oft als Qaid-e-Azam, d. h. „Großer Führer“, bezeichnet. 1942 wurde Jinnah an seinem Geburtstag, dem 25. Dezember, mit zahlreichen Veranstaltungen geehrt: Die Muslimliga organisierte einen Fonds für die Armen und Premierminister Liaquat Ali Khan gab einen Empfang für den Führer. Im Wellington Pavilion in Delhi gaben muslimische Bürger ebenfalls einen Empfang für Jinnah. Zu den Veranstaltungen zählen Empfänge, Paraden, Gedenkfeiern, Reden und Anerkennungen durch andere führende Politiker der Welt.

## Bräuche und Traditionen
Der Feiertag wird im ganzen Land begangen. Da der 25. Dezember zufällig auch Weihnachten ist, begehen die pakistanischen Bürger beide Feiertage am 25. Dezember.
Die einheitliche rituelle Veranstaltung, an der in der Regel prominente Staatsoberhäupter, Militärs und Bürger teilnehmen, findet im Mazar-e-Quaid statt. Alle öffentlichen und privaten Einrichtungen, einschließlich Schulen, Colleges und Universitäten, bleiben an diesem Tag geschlossen. Dort finden Veranstaltungen wie Debatten, Seminare und Ausstellungen statt.

## Sicherheitsvorkehrungen
Die Sicherheitsvorkehrungen für die Veranstaltung werden von der pakistanischen Armee getroffen. Auch die pakistanische Luftwaffe ist eingebunden. Außerdem wird eine Ehrenwache aufgestellt, die am Jinnah-Tag zeremonielle Wachaufgaben wahrnimmt.